# Maria Dominik Skolimowski
Kapł. Paweł Maria Dominik Skolimowski (ur. 1864, zm. 6 sierpnia 1921 w Dobrej) – duchowny mariawicki, w latach 1906-1921 proboszcz parafii św. Jana Chrzciciela w Dobrej.

## Życiorys
Kształcił się na Akademii Gregoriańskiej w Rzymie, gdzie uzyskał licencjat z teologii rzymskokatolickiej. Z mariawityzmem zetknął się w 1903 roku, przyjmując imiona zakonne Maria Dominik. W latach 1903–1906 był proboszczem w parafii rzymskokatolickiej w Dobrej. Ksiądz Dominik Skolimowski (będąc jeszcze proboszczem parafii rzymskokatolickiej) w roku 1905 zakończył budowę kościoła w Dobrej. 28 listopada 1906 roku mariawici decyzją władz carskich zostali zmuszeni do opuszczenia kościoła. Przewodził pracom w budowie nowego kościoła. Był współzałożycielem orkiestry parafialnej w 1909 roku.
W styczniu 1905 roku jako delegat mariawicki odbył audiencję u papieża Piusa X. Przez wiele lat pracował w redakcji kościelnej pisma Mariawita, która mieściła się w Łodzi przy ulicy Franciszkańskiej 27. Zmarł 6 sierpnia 1921, pochowany został w Dobrej na cmentarzu parafialnym.
W 2017 roku jednej z ulic położonych w miejscowości Dobra nadano nazwę Ojca Dominika Skolimowskiego.